# Рольова гра (секс)

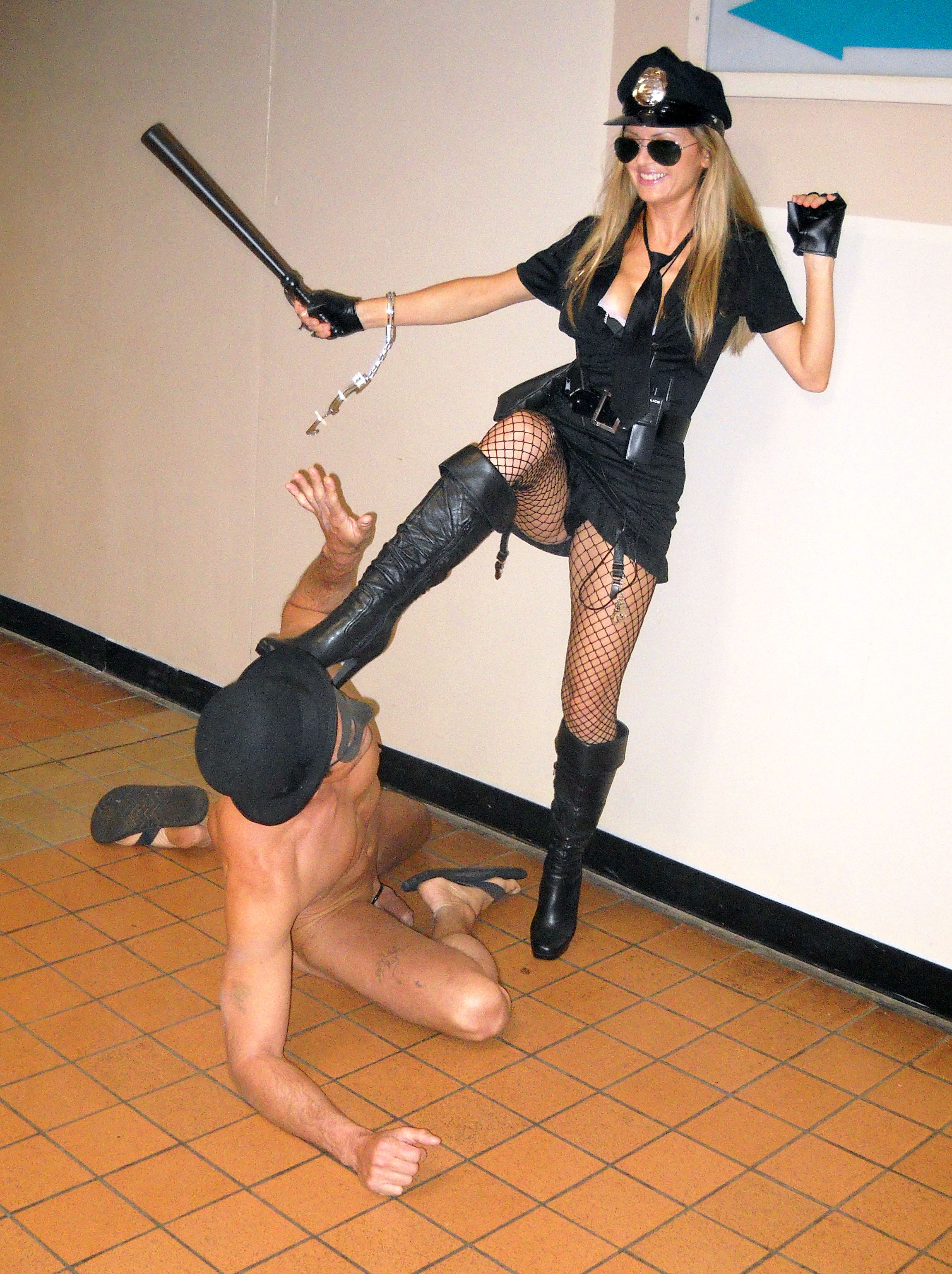
Жінка-поліцейський домінує над бандитом у рольовій грі.

Рольова гра — гра, яка має сильний еротичний елемент. Може включати двох або більше людей, які розігрують ролі, щоб втілити в життя сексуальну фантазію, і може бути формою прелюдії та викликати сексуальне збудження. Багато людей вважають сексуальні рольові ігри засобом подолання сексуальних стримувань. Це може відбуватися в реальному світі або через інтернет-форум, чат-кімнату, відеоігри чи електронну пошту, що дозволяє реалізувати фізично чи практично неможливі еротичні інтереси.
Наскільки серйозно ставитись до постановки, залежить від учасників, і сценарій може бути будь-яким: від простого й імпровізованого до детального й складного, включаючи костюми та сценарій. Рольова гра може включати фантазію, засновану на будь-якій соціальній ролі, і може включати будь-який сексуальний фетиш, який бажають учасники. Приклади включають предмети одягу, які сприймаються як еротичні, або один або кілька учасників оголені. Рольова гра може включати елементи домінування та підкорення, включаючи сексуальне рабство та еротичне приниження.
Залежно від сценарію гри, рольова гра може проходити перед глядачами, а перехожі можуть бути невідомими учасниками рольової гри. Наприклад, у рольовій грі можуть брати участь домашні гості або гру можна перемістити з дому пари, скажімо, у бар, на вулицю, в парк тощо. Роль може полягати в тому, щоб, наприклад, один або обидва партнери фліртували з незнайомцем, або щоб один партнер спокусив друга іншого партнера тощо. Також роль може вимагати в одного або обох партнерів, скажімо, роздягнутися в машині або парку.
Популярність Інтернету також дозволила проводити сексуальні контакти онлайн, відомі як кіберсекс, які можуть включати рольову гру. У опитуванні в США 2015 року до 22 % респондентів заявили, що протягом свого життя грали в сексуальні рольові ігри.

## БДСМ

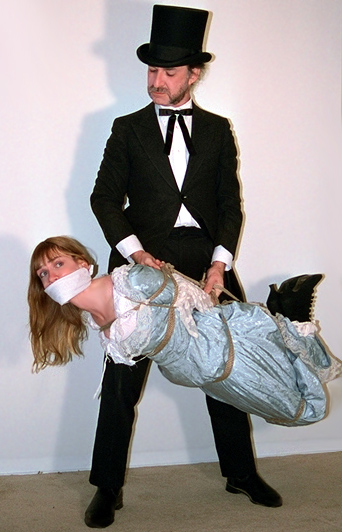
Сценарій Бондаж з використанням старовинних костюмів

Багато з найпоширеніших сексуальних рольових ігор включають диференціал влади та є частиною аспекту домінування та підпорядкування БДСМ. Ролі можуть бути загальними позначеннями владних позицій або дуже конкретними, детальними фантазіями. Деякі люди, наприклад ті, хто веде гореанський спосіб життя, використовують цілий уявний світ. Контролюючого гравця часто називають вищим або домінуючим, тоді як контрольовану особу називають нижнім або покірним. Це може вважатися небезпечним, тому рекомендується Стоп-слово, щоб убезпечити інших осіб у таких діях.

## Приклади сценаріїв

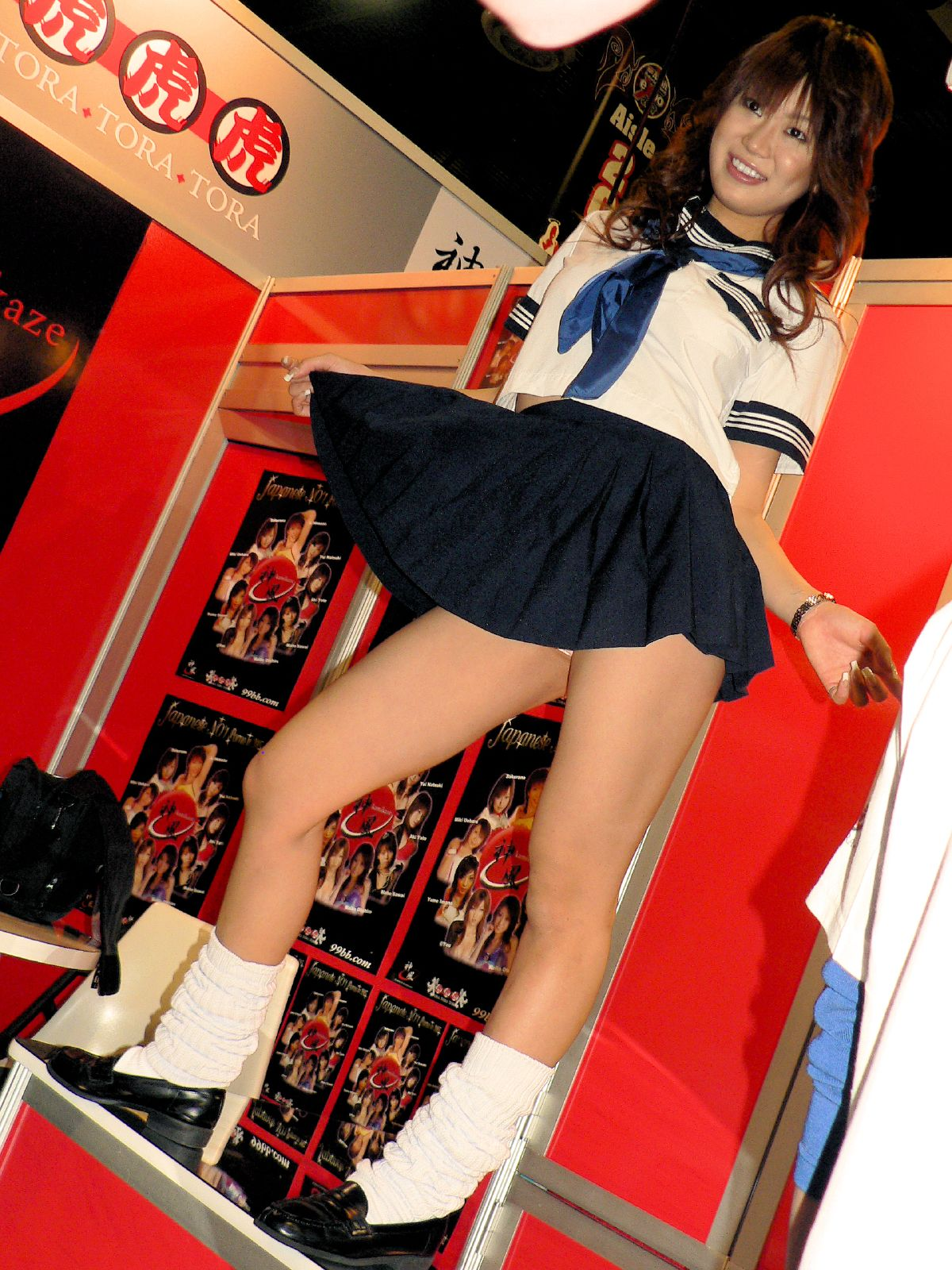
Фетиш уніформи: японка, одягнена як учениця

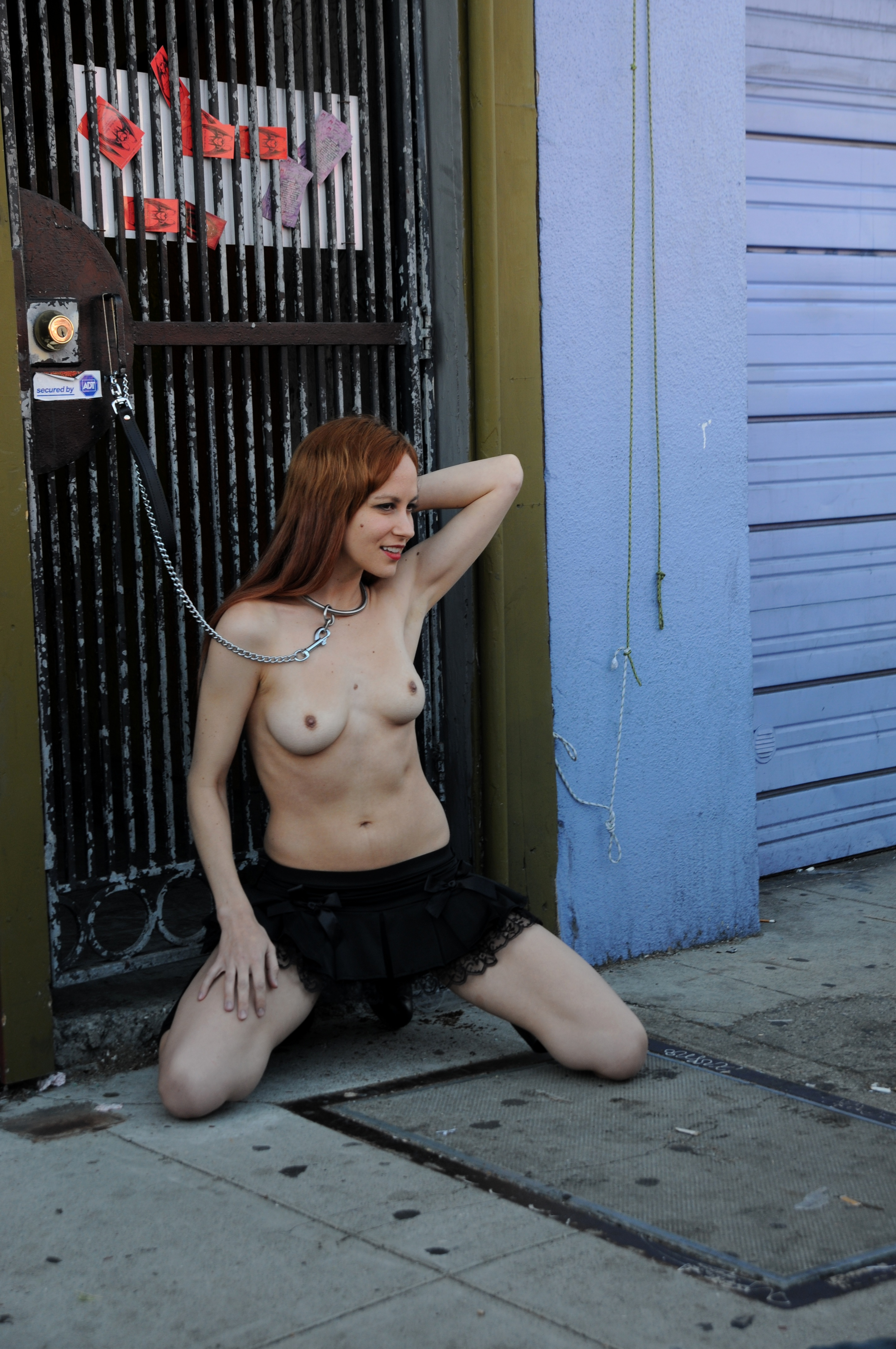
Сексуальний рольовий гравець у позі кадзіра на виставці Folsom Street Fair. Жінка позує в наближенні до наду, типовій позі «рабині задоволень».

### Поширені сценарії
- Лікар/медсестра/пацієнт: медичний фетишизм, де учасники грають ролі лікаря, медсестри чи пацієнта, наприклад, гра в клізму.[3]
- Ескорт — клієнт: один партнер бере на себе роль платного супроводу для зустрічі.
- Виконавчий секретар: один партнер бере на себе роль бізнес-менеджера, а інший — секретаря.
- Різноробочий — домогосподарка: торговець спочатку заходить до домогосподарки з наміром виконати сантехнічну/технічну роботу.
- Господар — раб: від підлеглого вимагається виконувати всі вимоги головного.
- Фотограф — модель: це дозволяє одному партнеру фотографувати іншого як попередника сексуальної взаємодії.
- Стриптизерка — клієнт: один учасник виконує стриптиз для іншого.
- Учитель — учень: учень одягається відповідно до ролі та повинен виконувати те, що йому сказано, інакше його покарають.
- Господар цирку — Лев: до лева є вимоги і він повинен їх виконати заради розваги.
- Секс-лялька — власник ляльки: секс-лялька повинна залишатися нерухомою і бути слухняною.

### Інші сценарії
- Ейджплей (Ageplay): коли особа діє та/або ставиться до іншої так, ніби вона іншого віку. Практика може бути регресивною, метою якої є переживання дитинства, або сексуальною, що відтворює сексуальні стосунки з людьми уявного віку. Зазвичай це може включати те, що хтось прикидається молодшим, ніж він є насправді, але рідше може включати в себе роль старшого.
- Рольова гра з тваринами: у якій гравця сприймають як нелюдську тварину, як-от собаку, поні чи кота.
- Авторитет/Дорослий, що погано поводиться: коли гравець бере на себе роль авторитету та шантажує або принижує свого партнера до сексуальних дій.
- Дивак-клоун гра на манер кулрофілії (страх перед клоунами) між молодою людиною та мімом, блазнем чи цирковим клоуном, що виступає.
- Гендерна гра: де один або кілька гравців беруть на себе ролі іншої статі.
- Інцест-фантазія: також відома як інцест-гра, де двоє або більше грають роль членів сім'ї.
- Власник/неживий об'єкт: наприклад, коли один з партнерів вдає із себе меблі (людські меблі).
- Тюремний фетиш: ситуативна гра, дія якої відбувається у в'язниці. Враховуючи, що в'язниці в реальному житті є одностатевими спільнотами, цей фетиш дійсно піддається чоловічому на чоловічому або жіночому на жіночому дійстві та середовищах. Також можлива протилежна гендерна гра між ув'язненими та охоронцями, або коли середовище включає спільний заклад/установу. Тюремна гра також є розширенням фетишу уніформи шляхом використання уніформи в'язнів, охоронців і персоналу.
- Мучитель/в'язень: коли один гравець є викрадачем, який жорстоко поводиться з іншим, також можуть включатися сценарії насильства та викрадення.
- Фетишизм уніформи: один учасник одягається в уніформу (наприклад, як школяр, уболівальник, французька покоївка тощо), тоді як інший учасник грає авторитетну фігуру (наприклад, батьків, учителів, тренерів, поліцейських). Можна також включати сценарії з обома учасниками у формі.
- Надприродне спокушання: один учасник бере на себе роль хижого вампіра, інкуба, суккуба або відьми та спокушає, захоплює або вважає іншого учасника своєю жертвою.

Сексолог Глорія Брейм перераховує декілька таких сценаріїв, як і Тревор Жак.